# Балтиморский художественный музей
Балтиморский художественный музей (англ. Baltimore Museum of Art, сокр. BMA) — художественный музей в городе Балтимор на востоке США.
Основан в 1914 году. Здание музея построено в 1929 году в классических формах наподобие древнеримского храма по проекту Джона Расселла Поупа. Соперничает за звание главного музея Балтимора с Художественным музеем Уолтерса.

## История
После большого пожара, разрушившего центр города в 1904 г., было принято решение о разработке генерального плана Балтимора, в котором предусматривалось создание музея. Первоначально коллекция основанного  в 1914 г. Городского художественного музея располагалась в Консерватории Пибоди. Собрание несколько раз меняло своё местоположение, пока в 1929 г трехэтажное здание, заложенное в 1927 г. по проекту Дж.Р.Поупа при участии инженера Генри Адамса, не было открыто для публики.
Собрание музея увеличивалось за счет щедрых частных пожертвований, что потребовало расширения музейных площадей. В 1950 г. было пристроено крыло Сейди Мей (Saidie A. May Wing), в 1956 - крыло Вудворда (Woodward Wing), в 1957 - крыло Коун (Cone Wing). Эти новые части здания спроектировали местные архитекторы Ренн (Wrenn), Льюис (Lewis) и Дженс (Jencks) в духе первоначального здания Поупа.

## Коллекция
Коллекция музея насчитывает 90 000 экспонатов. Помимо традиционного европейского искусства, интерес представляют отделы искусства доколумбовых цивилизаций, тихоокеанских островов и Азии, собрание античных мозаик из Антиохии и коллекция сестёр Коун. Отдельное крыло выделено под современное искусство.

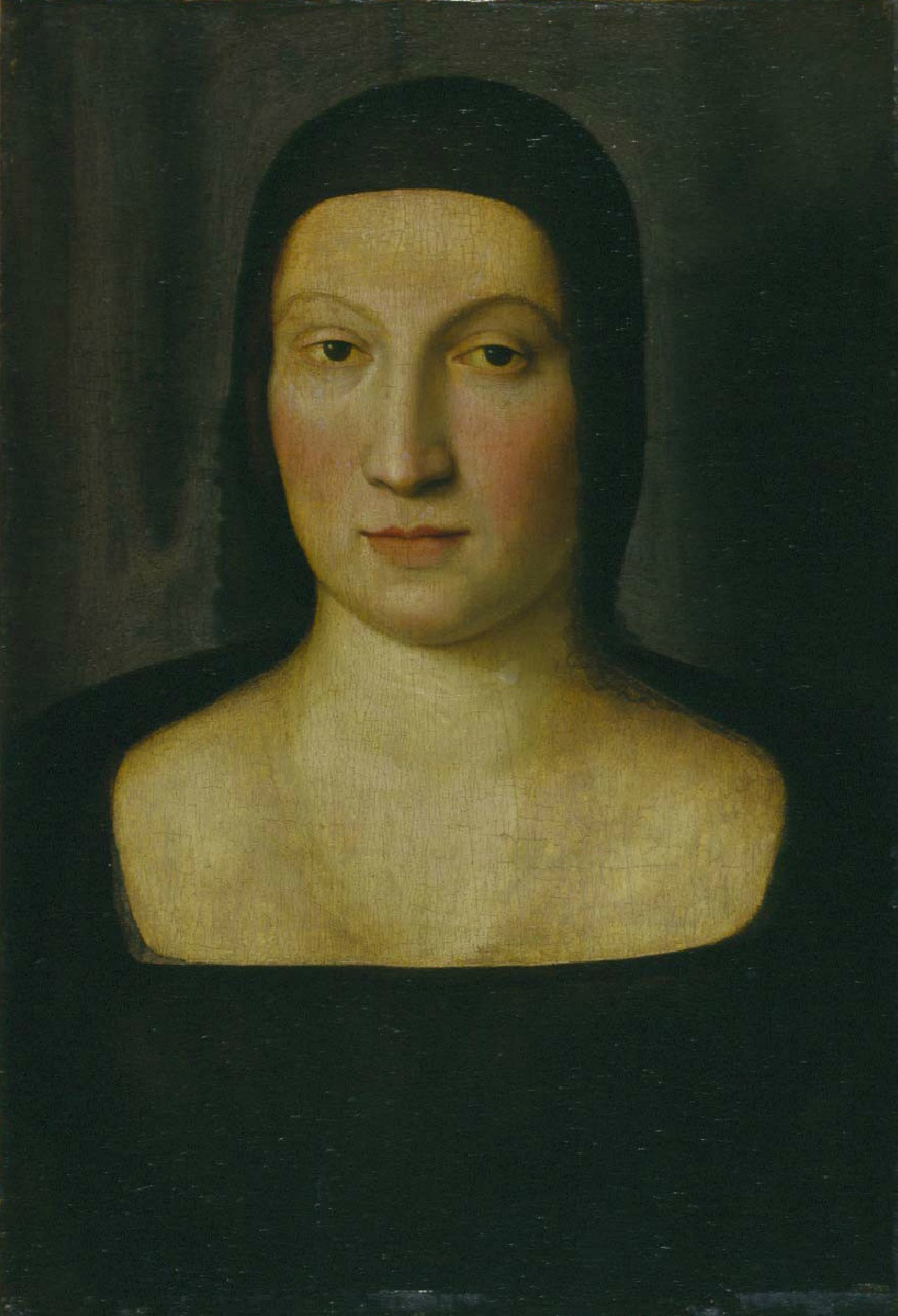
Рафаэль. Эмилия Пия да Монтефельро.
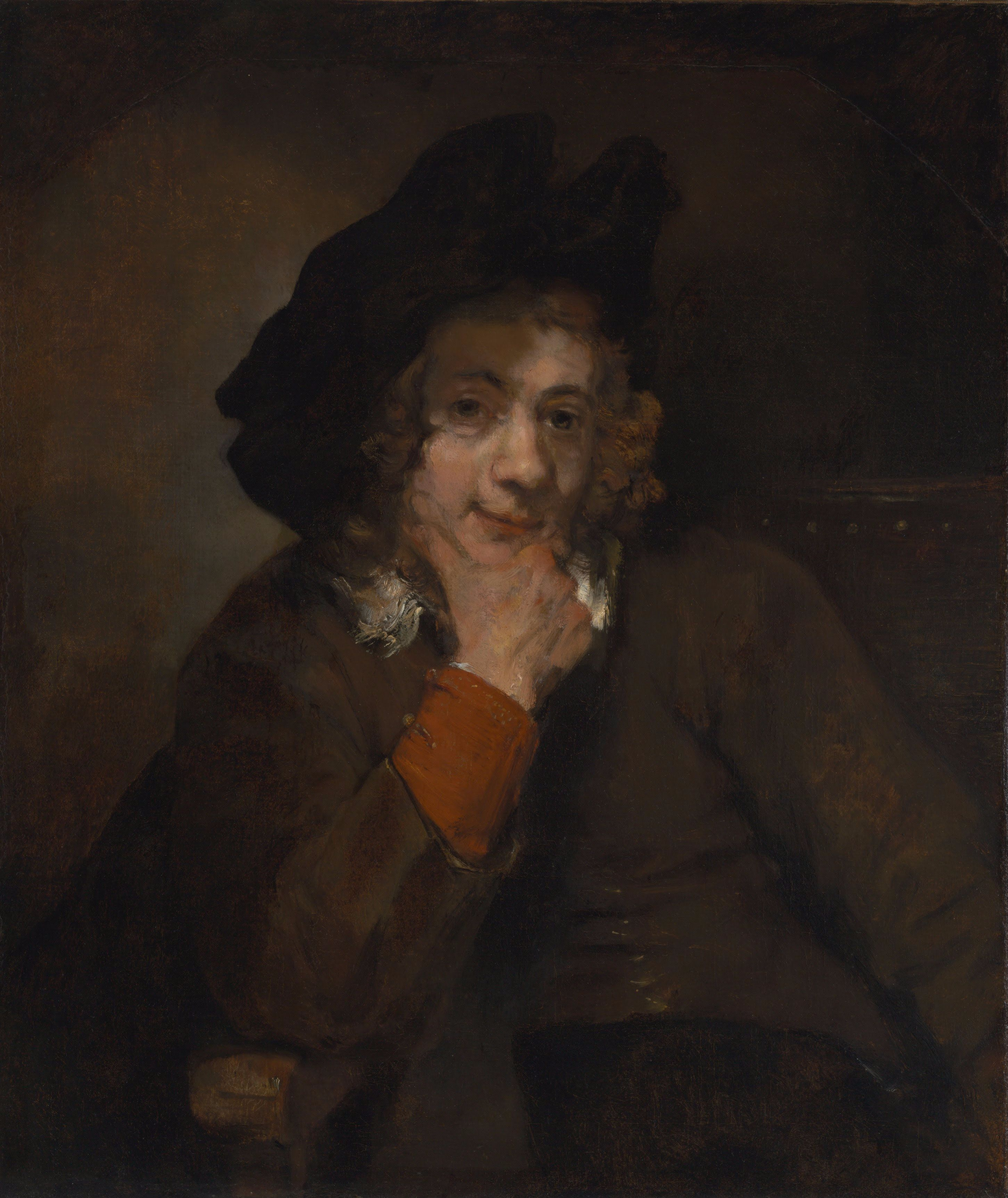
Рембрандт. Портрет сына Титуса, ок. 1660
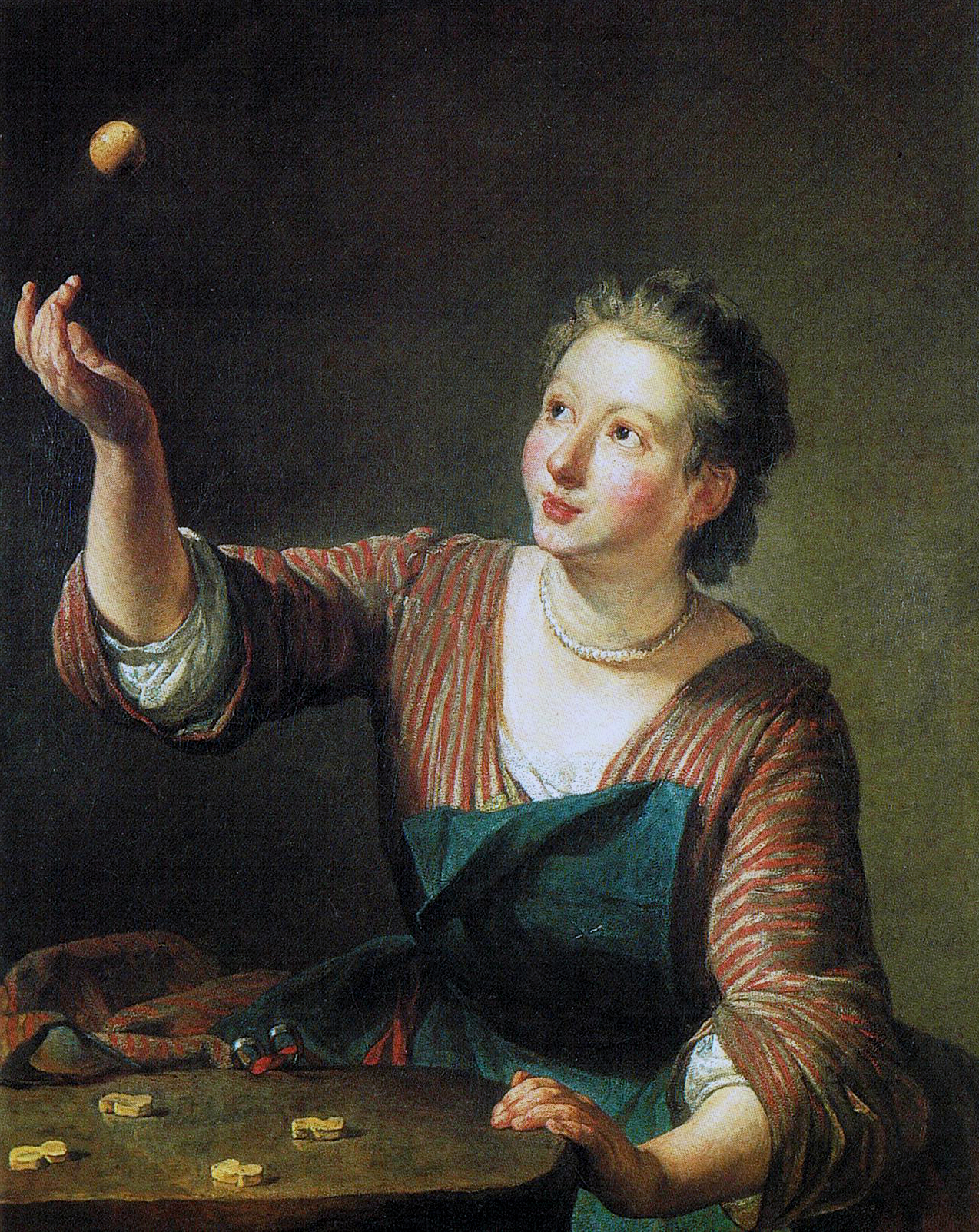
Шарден. Игра в кости, ок. 1734
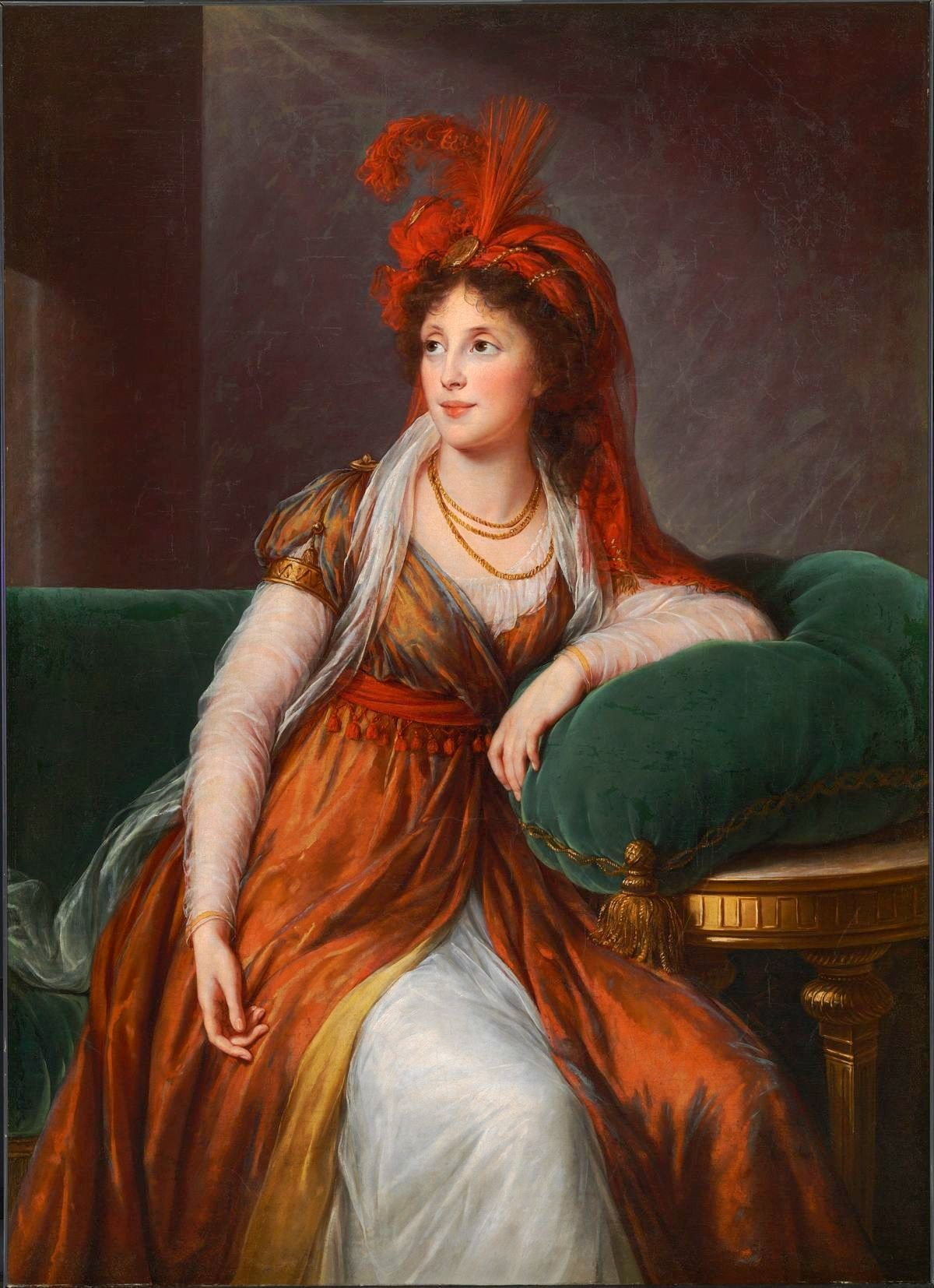
Э. Виже-Лебрен. Княгиня А. А. Голицына, 1797
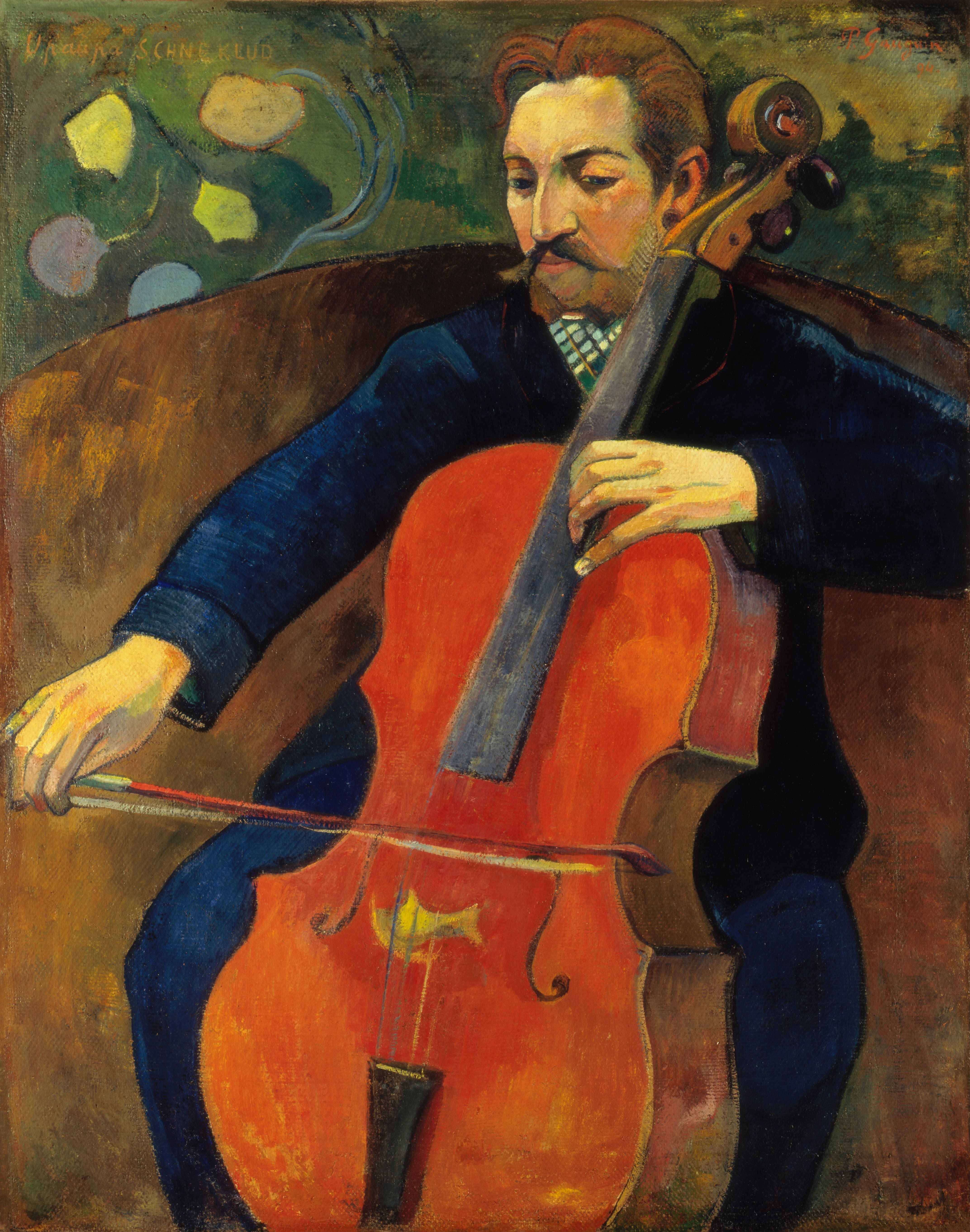
Гоген. Портрет скрипача Шнеклюда, 1894

### Искусство Африки
БХМ стал одним из первых музеев в США, показавшем коллекцию африканского искусства. Большая  её часть  была подарена Джанет и Аланом Вюрцбургерами (Wurtzburger) в 1954 году. Сегодня коллекция содержит более 2000 предметов, от древнего Египта до современного Зимбабве, а также произведения многих африканских культур  (бамана, йоруба,  ндебеле, и др.), включая различные виды искусства, в том числе головные уборы, маски, скульптуру, текстиль, ювелирные изделия, парадное оружие и керамику.
Также представлено современное африканское искусство.

### Американское искусство
БХМ  обладает из одной лучших в мире  коллекций произведений американского искусства, охватывающих период от колониальной эпохи до конца XX века. По естественным причинам прекрасно представлено искусство Балтимора: портреты Чарльза Уилсона Пила, Рембрандта Пила и других членов этой семьи; серебро компании "Самуэль Кирк и Сын"; мебель работы Джона и Хью Финли.
В собрание живописи входят портреты XVIII- XIX вв., пейзажи и другие полотна от американского импрессионизма до модернизма в т.ч. работы Джона Синглтона Копли, Томаса Салли, Томаса Икинса, Уильяма Кендалла, Джона Сингера Сарджента, Чайльда Гассама и Томаса Гарта Бентона.
Собрание дополняют коллекции гравюр и рисунков, а также современной фотографий (Gallagher / Dalsheimer Collection) в т.ч. Имоджен Каннингем, Мана Рэя, Пола Стренда и Альфреда Стиглица.
В октябре 2020 года музей планировал продать на аукционе «Сотбис» картины Брайса Мардена, Клиффорда Стилла и Энди Уорхола, предварительная оценка которых составила 65 млн $. Вырученные средства предполагалось потратить на повышение зарплат сотрудникам и на приобретение работ художниц и «небелых» художников в рамках программы гендерного и расового разнообразия. Тем не менее, в результате давления со стороны членов совета директоров и попечителей музея, собравшихся в случае сделки лишить музей пожертвований на сумму примерно в 50 млн $, в последний момент лоты были сняты с продажи.